# 薩納巴
薩納巴（Sanaba）為位在布吉納法索的城鎮，由布克萊迪穆翁大區巴瓦省薩納巴縣管轄。該城鎮為薩納巴縣的首府。2012年人口普查中該城鎮人口有7,735人。